# Wyandotter
Wyandotter er en hønserace, der stammer fra USA. Racen findes i et utal af farvevariationer, og har grundet dens særprægede fjerdragt og rimelige produktions egenskaber tidligere været en populær og ganske almindelige høne. Dens udbredelse, skyldes måske også at den mange steder karakteriseres som værende en god begynder fugl, med et roligt gemyt. Til at fremavle racen er der gjort brug af flere racer, bl.a. den lille Sebright, hvilket ses på farvetegningen, og flere af de storre asiatiske racer, som: Chittagong, Brahma, Kochin, samt Hamborgeren. Tidligere har den været kendt som en glimrende ruger, men i dag svinger dette dog noget fra stamme til stamme.

## Karakteristika
Årligt kan der fra hønen forventes ca. 190 lysebrune æg, á en størrelse på ca. 53-60 g.
Hanens størrelse: 3-3,8 kg.
Hønens størrelse: 2,2-3,1 kg.
Racen findes også i dværgform.

### Farvevariationer
- Hvid
- Sort
- Gul
- Blå
- Tværstribet
- Sølv sortrandet
- Guld sortrandet
- Guld blårandet
- Guld hvidrandet
- Guld sortbåndet
- Sølv sortbåndet
- Hvid sort Columbia